# Stryj (miasto)

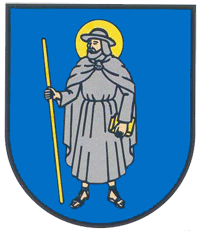
Herb Stryja w XVIII w.

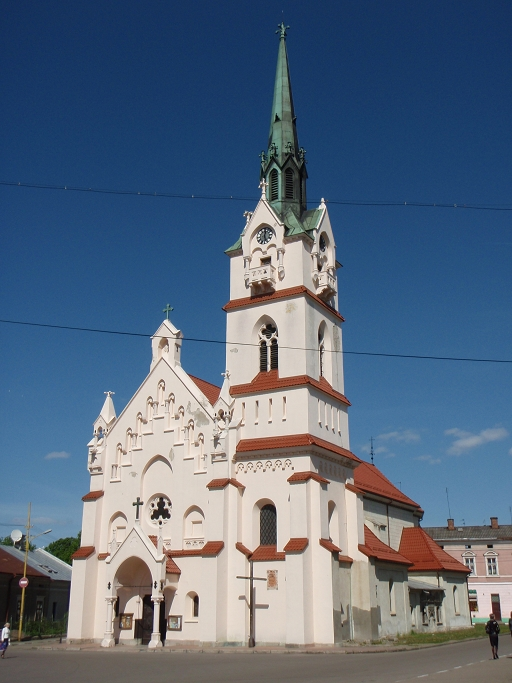
Kościół katolicki

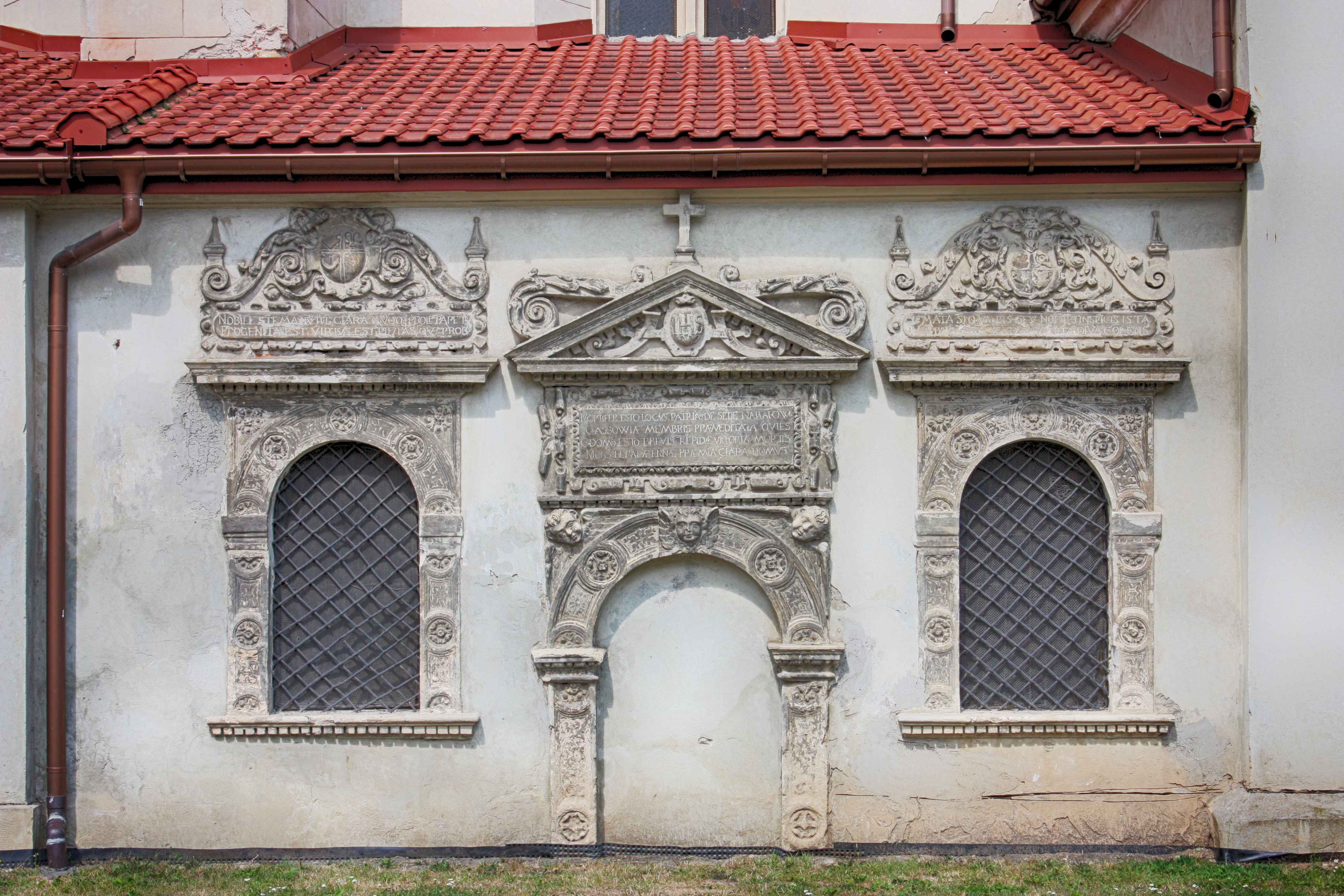
Kaplica przy kościele katolickim

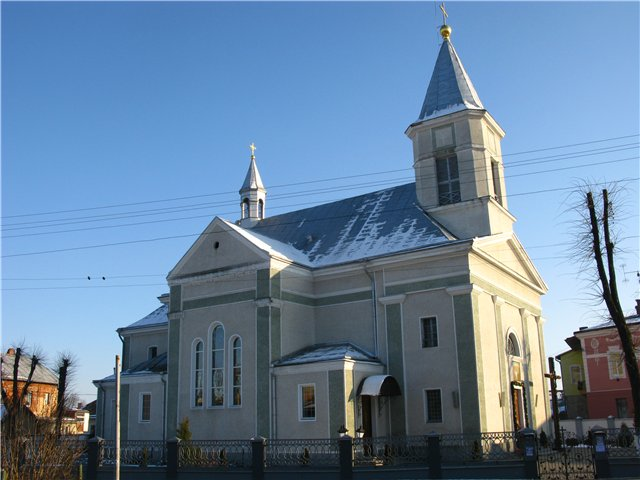
Cerkiew Uspenska

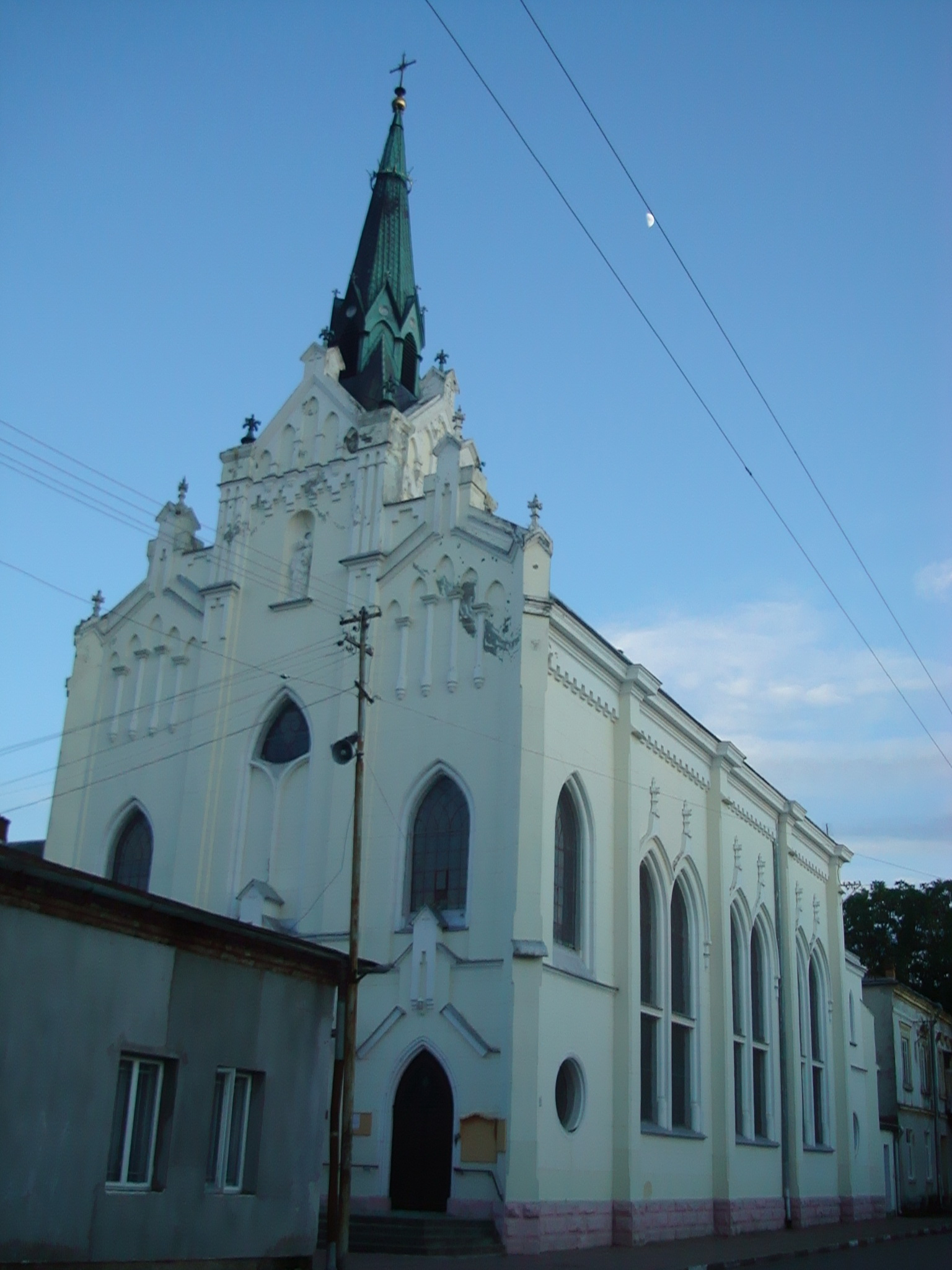
Cerkiew. św. Michała z 1910–1912 roku (dawny kościół kolejowy pw. św. Józefa sióstr Serafitek)

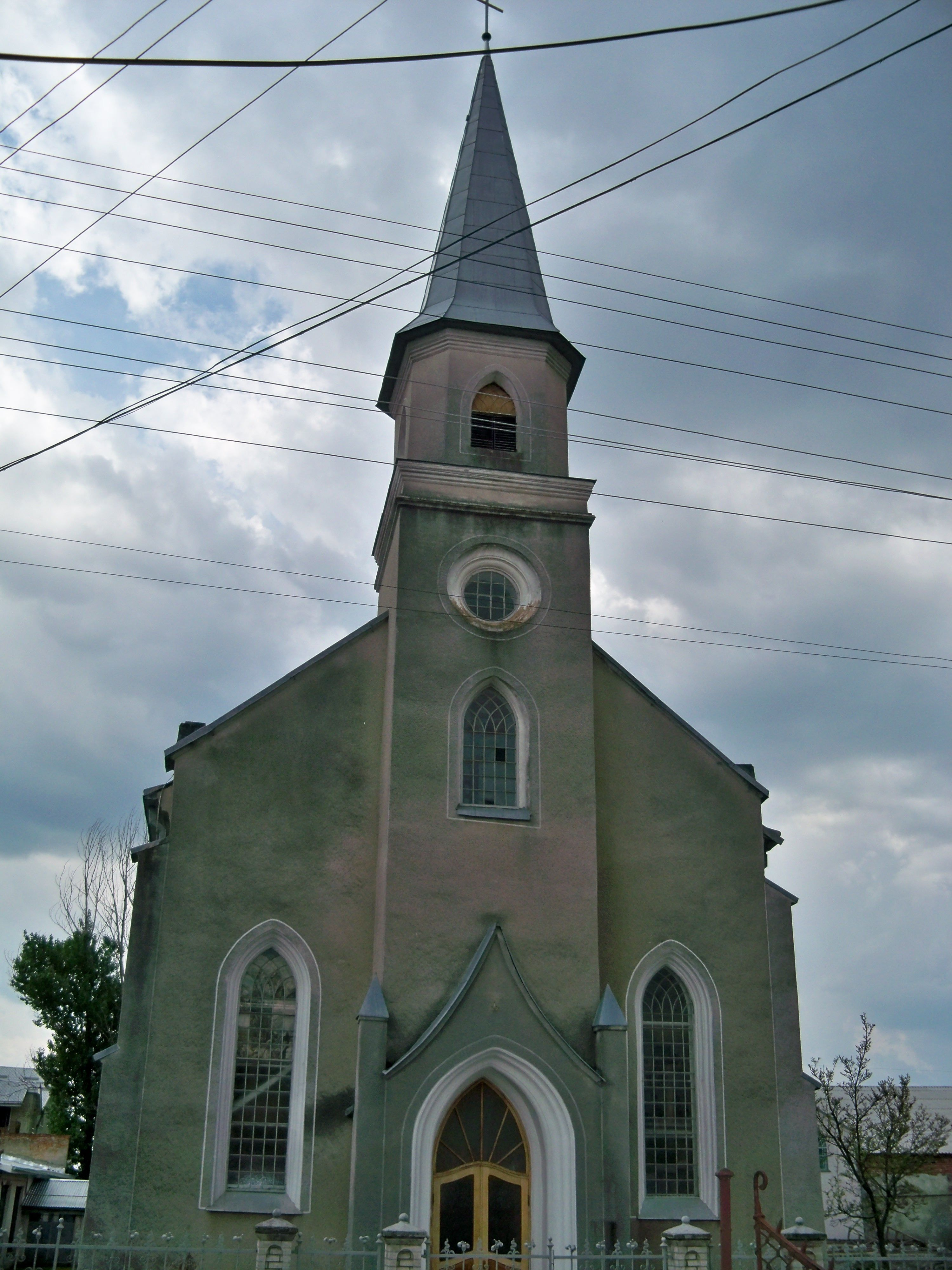
Kościół ewangelicki

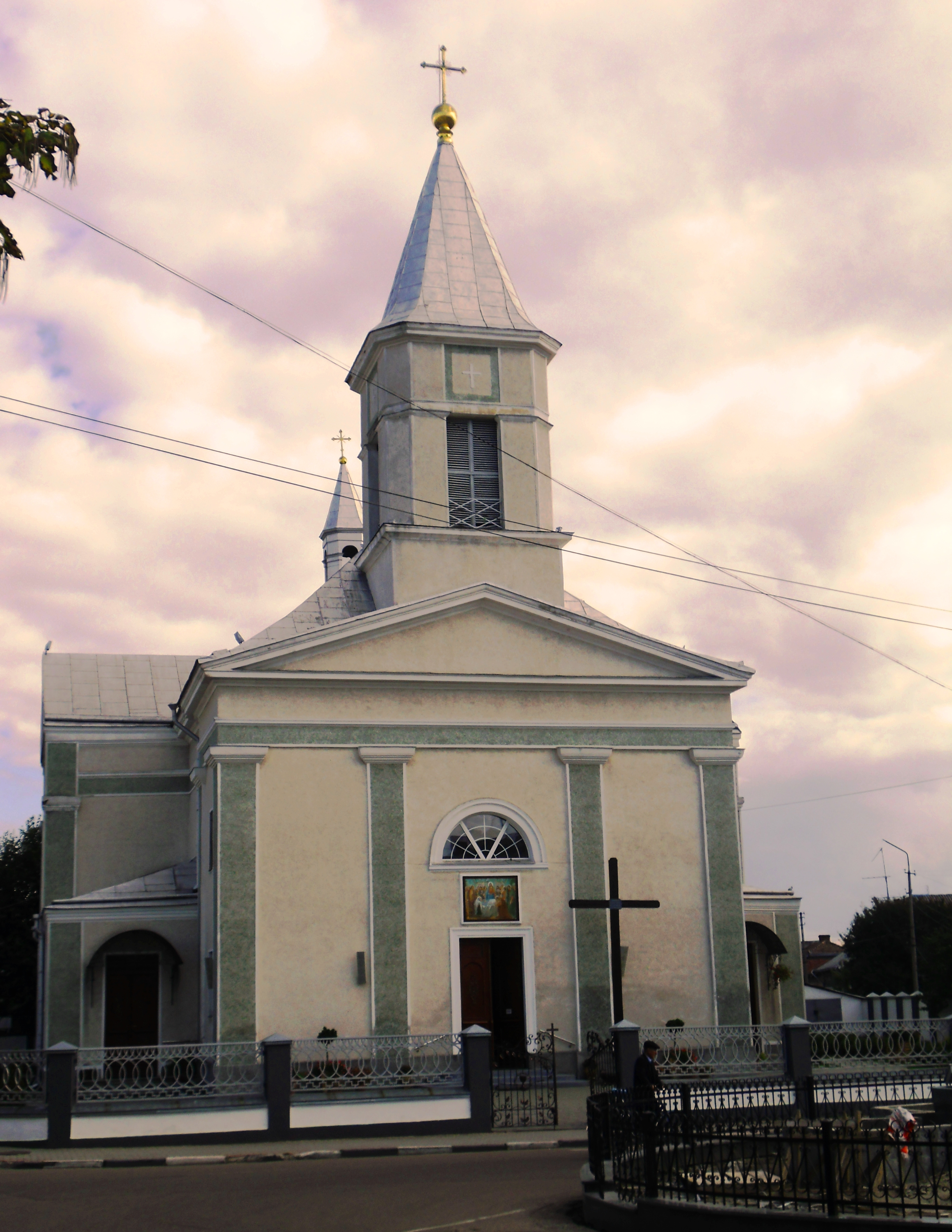
Cerkiew Uspenska

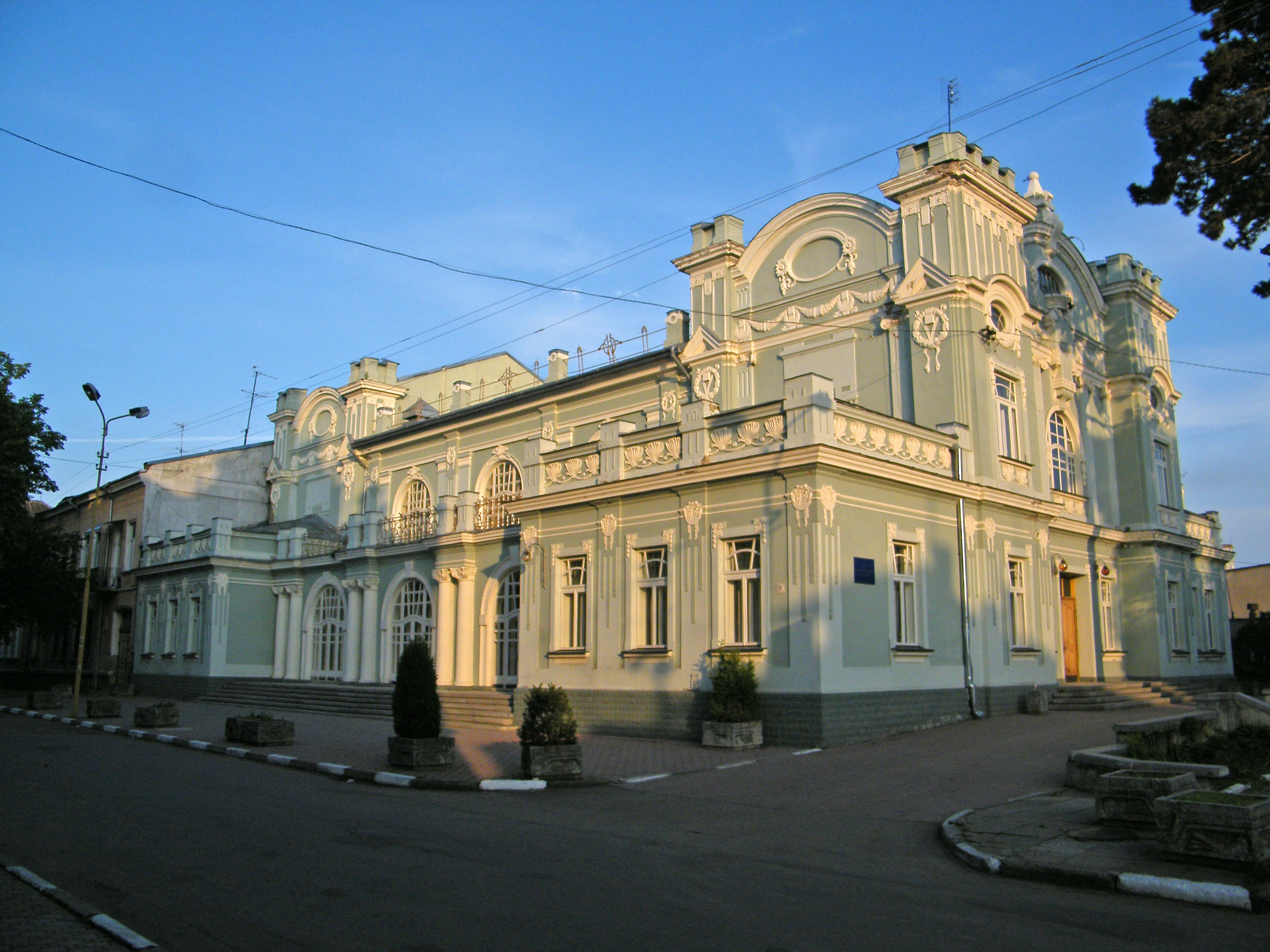
Miejski Dom Kultury (dawny gmach "Sokoła")

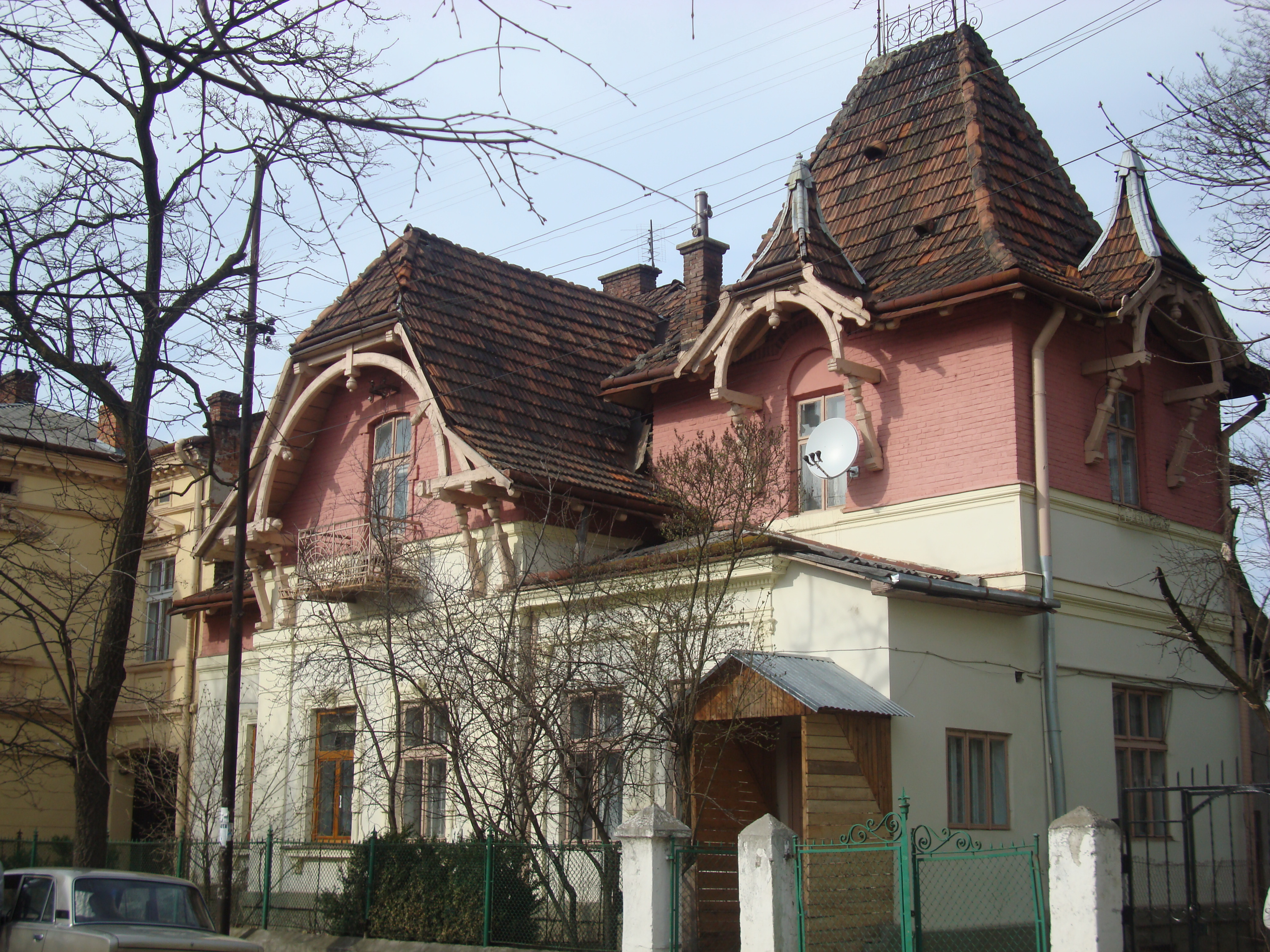
Willa

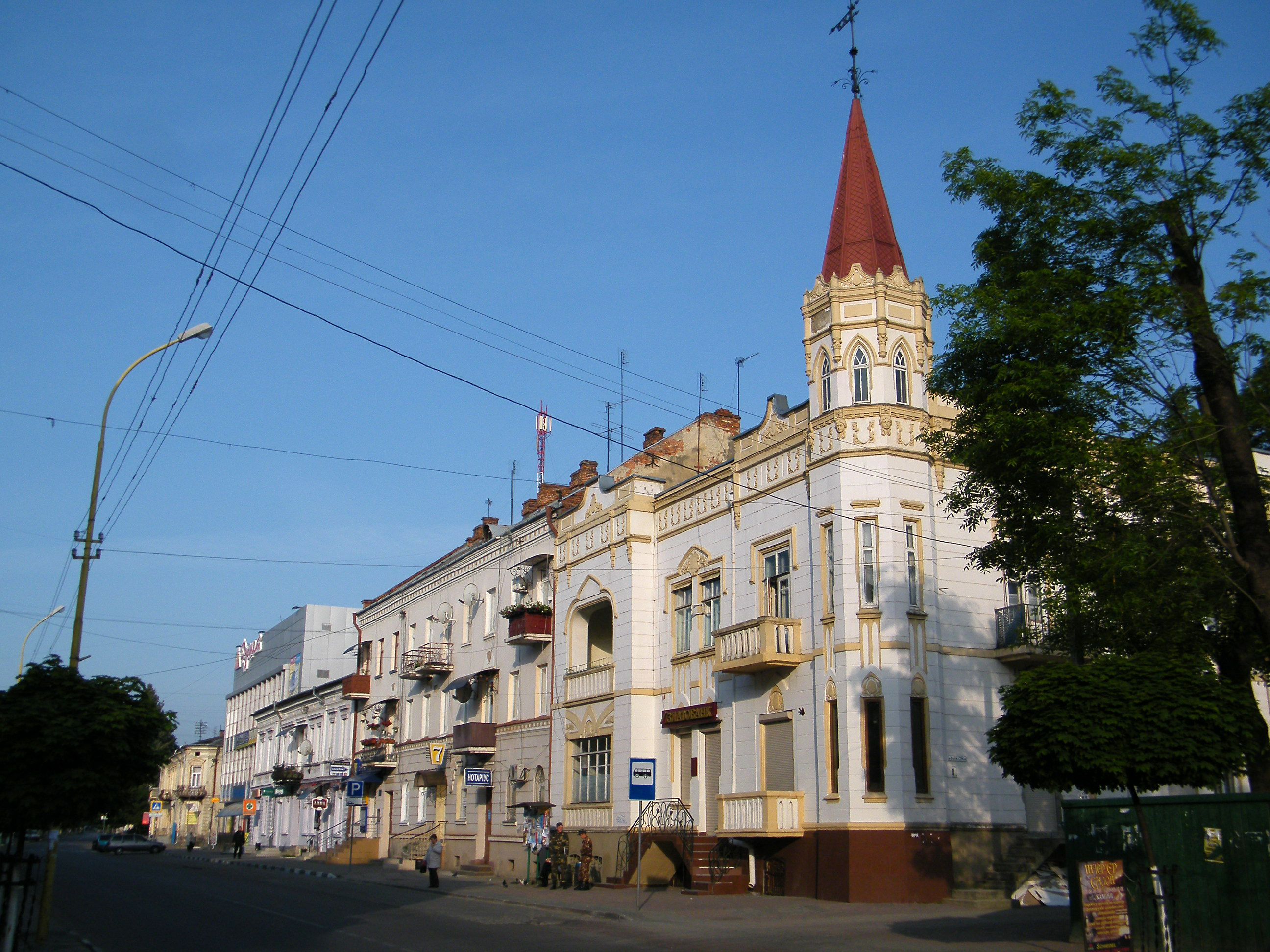
ulica Szewczenki

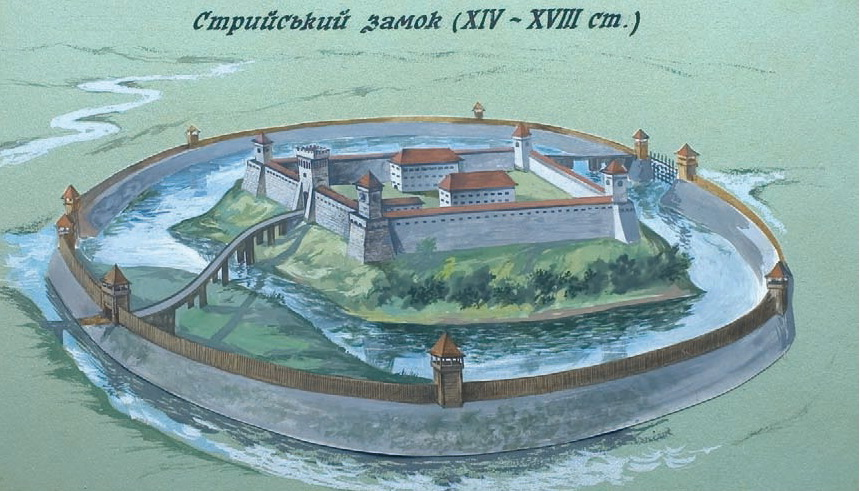
Zamek w Stryju

Stryj (ukr. Стрий) – miasto na Ukrainie, w obwodzie lwowskim, nad rzeką Stryj, siedziba rejonu stryjskiego i hromady. Duży węzeł kolejowy.
Miasto królewskie lokowane w 1431 roku, położone na przełomie XVI i XVII wieku w powiecie stryjskim ziemi przemyskiej województwa ruskiego, w drugiej połowie XVII wieku należało do starostwa stryjskiego.

## Nazwa
Najprawdopodobniej miasto wzięło swą nazwę od rzeki Stryj, która jest prawym dopływem Dniestru. Oczywiście nazwa rzeki jest starsza od miasta, które zostało założone później. Nazwa rzeki Stryj jest starodawną nazwą, która znaczy strumień, struga, strumyk. Dawne nazwy: Stryg, Stry, Stryj, Strig, Strigenses, Stryi, Strey, Striig, Strya, Sthryensis, Sthrya, Stryei, Stri. Nazwa ma etymologię praindoeuropejską, w znaczeniu: niemiecki – stromm, perski – struth (rzeka), łotewski – straume, litewski – sriatas, strautas.

## Historia
- 1385 – pierwsze wzmianki o Stryju. Odnotowano istnienie osady i świątyni chrześcijańskiej;
- 1403 – Stryj został podarowany przez Władysława Jagiełłę najmłodszemu bratu, księciu Świdrygielle;
- 1431 – miasto uzyskało lokację – prawa miejskie;
- XV w. – w Stryju zbierały się sądy grodzkie[6];
- 1460 – król Kazimierz Jagiellończyk nadał miastu prawa magdeburskie. Miasto otrzymało liczne przywileje i ulgi: pozwolenie na doroczne jarmarki i sobotnie targi, połów ryb, wycinkę drzew w królewskich lasach, sprzedaż wina i piwa beczkowego w piwnicy pod ratuszem, budowę na rynku sukiennic;
- jako powiat Stryj był jednostką administracyjna w okresie I Rzeczypospolitej, w województwie ruskim od XV w. do 1772 r.;
- dalszych przywilejów udzielił miastu Zygmunt I Stary, a następnie król Zygmunt II August przyznając z dóbr królewskich łany pod uprawę pasz dla bydła;
- 1567 – miasto uzyskało przywilej de non tolerandis Judaeis[7].
- król Stefan Batory zobowiązał kupców przywożących sól do zatrzymywania się w mieście na trzy dni, w 1576 r. nadał Żydom przywilej kupowania domów i zakładania sklepów. W połowie XVII w. istniały w Stryju liczne cechy: kupiecki, krawiecki, kuśnierski, tkacki, garncarski, kowalski, ślusarski, kołodziejski, piekarski, bednarski, słodowników, postrzygaczy i najliczniejszy szewski ze specjalnymi przywilejami nadanymi już w 1591 r. przez króla Zygmunta III Wazę;
- korzyści z królewskich przywilejów często były niwelowane przez najazdy Tatarów, Kozaków, Turków, Wołochów, morowe powietrze, pożary czy zbrojne zatargi mieszczan ze szlachtą pobliskiego Zapłatyna. W uporaniu się z tymi klęskami pomógł król Jan Sobieski, sprawujący urząd stryjskiego starosty. Na długiej liście starostów widnieją: hetman Jan Tarnowski, hetman Stanisław Koniecpolski, Mikołaj Sieniawski, syn hetmana wielkiego koronnego, Stanisław Poniatowski, ojciec króla Stanisława Augusta, a kończy Kazimierz Poniatowski;
- 1772 – w wyniku I rozbioru Polski miasto weszło w skład Cesarstwa Austriackiego;
- 1849 – w mieście powstał szpital powszechny na 100 łóżek. W 1894 posługę w nim podjęły siostry szarytki[8].
- 1872 – budowa pierwszej linii kolejowej;
- 1880 – miasto liczyło 12 625 mieszkańców, w tym 8081 Polaków[9];
- 17 kwietnia 1886 – wielki pożar zniszczył doszczętnie miasto (spłonęło 646 domów);
- w dwudziestoleciu międzywojennym siedziba powiatu w województwie stanisławowskim. W tym okresie w Stryju stacjonowało kilka jednostek Wojska Polskiego, w tym 53 Pułk Strzelców Kresowych, 1 Pułk Artylerii Motorowej i 11 Batalion Saperów oraz 6 Pułk Strzelców Podhalańskich (przeniesiony w 1936 r. do Sambora). Tutejsze szkolnictwo tworzyły 2 gimnazja męskie, 3 żeńskie prywatne, gimnazjum kupieckie, 12 szkół zawodowych i 9  szkół powszechnych[10];
- 1937 – sformowano w mieście Batalion ON „Stryj”, wchodzący w skład Karpackiej Półbrygady ON[11];
- 11 września 1939 – w mieście zostało zorganizowane Dowództwo Grupy „Stryj”;
- 12–13 września 1939 – przejściowe opanowanie Stryja w wyniku antypolskiej dywersji dokonanej podczas kampanii wrześniowej przez uzbrojone bojówki OUN oraz ukraińskich mieszkańców miasta i okolic;
- 22 września 1939 – wkroczenie Armii Czerwonej, początek pierwszej okupacji sowieckiej. Masowe aresztowania Polaków podejrzewanych o działalność patriotyczną;
- 1940–1941 – masowe deportacje mieszkańców na Syberię i do Kazachstanu;
- na przełomie czerwca i lipca 1941 roku, po rozpoczęciu niemieckiej inwazji na ZSRR, NKWD dokonało masakry więźniów przetrzymywanych w więzieniu przy ul. Trybunalskiej. Od strzałów w tył głowy lub ciosów tępym narzędziem zginęło od stu do kilkuset osób. Połowę zamordowanych stanowili Polacy, drugą połowę Ukraińcy[12];
- 2 lipca 1941 – zajęcie miasta przez siły Wehrmachtu, początek okupacji niemieckiej;
- 1942 – utworzenie przez hitlerowców getta w którym uwięziono ok. 15 tys. Żydów z miasta i okolicy;
- 1943 – likwidacja getta przez Niemców i ukraińskie oddziały pomocnicze. Zamordowano wówczas na miejscu lub wywieziono na miejsce kaźni w pobliskim Hołobutowie lub do obozu zagłady w Bełżcu wszystkich miejscowych Żydów;
- 5 sierpnia 1944 – zdobycie miasta przez Armię Czerwoną i współdziałające z nią oddziały Armii Krajowej (akcja „Burza”)[13];
- 1945–1946 – wysiedlenia Polaków ze Stryja i okolic do pojałtańskiej Polski;
- 14 marca 1990 – w Stryju po raz pierwszy na terytorium ZSRR podniesiono legalnie flagę Ukrainy.

W mieście znajduje się zbudowany z inicjatywy samorządowych władz ukraińskich pomnik Stepana Bandery.
W Stryju działa oddział Towarzystwa Kultury Polskiej Ziemi Lwowskiej.
Od 1989 r. w Gliwicach przy Towarzystwie Miłośników Lwowa i Kresów Południowo-Wschodnich działa Oddział Stryjan, które wydaje zeszyty Z nurtem Stryja.

## Gospodarka
W mieście rozwinął się przemysł maszynowy, materiałów budowlanych, drzewny, spożywczy oraz lekki.

## Religia

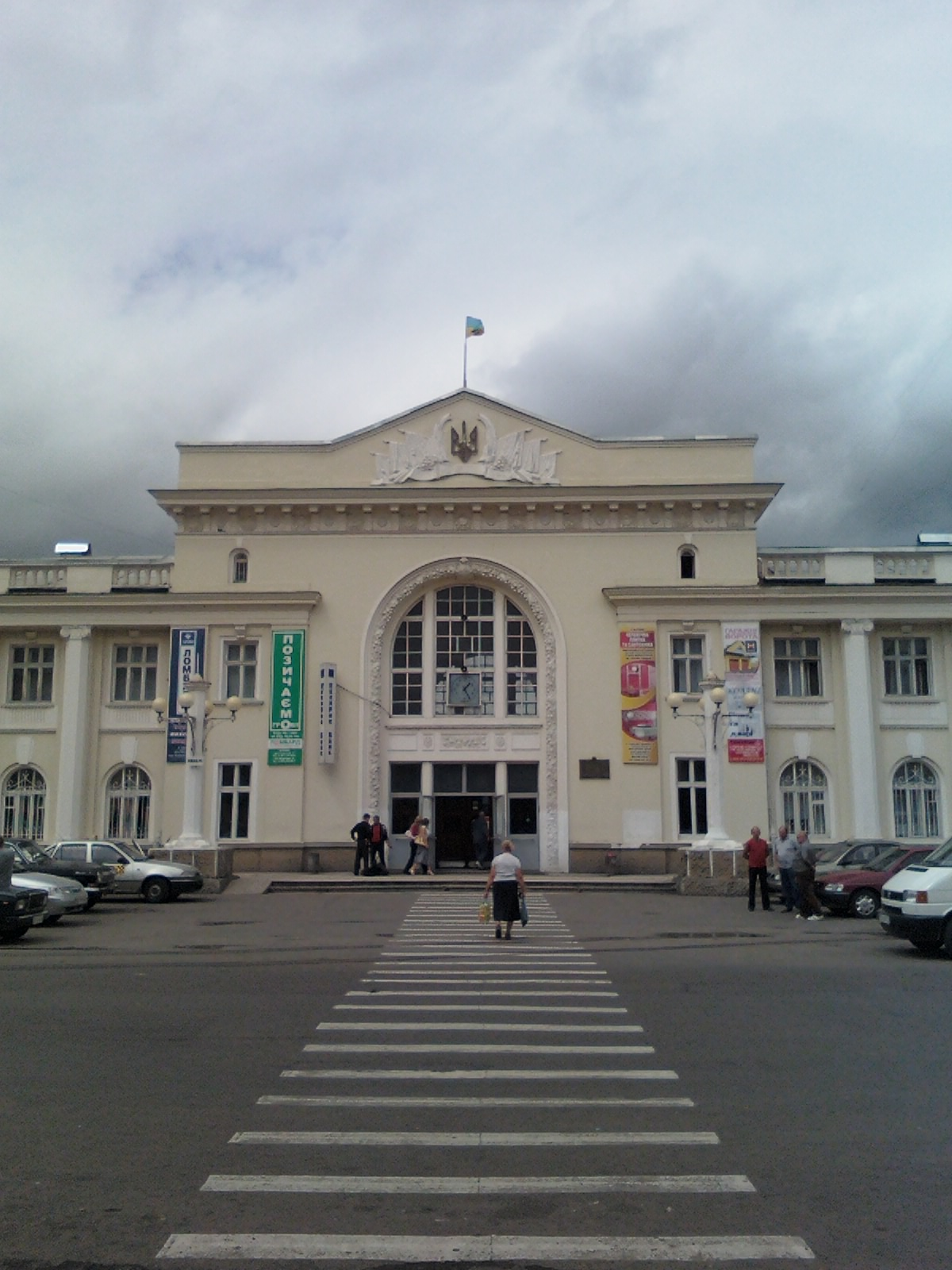
Dworzec kolejowy w Stryju

Od 1396 parafia w Stryju należała do diecezji przemyskiej (dwa lata wcześniej należała do archidiecezji halickiej). W 1594 parafia weszła w skład dekanatu w Samborze, a w 1787 przeszła do archidiecezji lwowskiej, do dekanatu halickiego. Na początku XIX w. Stryj był centrum dekanatu stryjskiego. Aktualnie oprócz miasta w skład dekanatu stryjskiego wchodzą parafie: Borysław, Brzozdowce, Chodorów, Drohobycz, Medenice, Mikołajów, Morszyn, Nowosielce, Rozdół, Skole, Słońsk, Sucha Dolina, Truskawiec, Wołoszcza, Żydaczów, Żurawno.
- Kościół pw. Narodzenia Matki Bożej
  - 1396[18] – za założyciela kościoła pw. Narodzenia Matki Bożej uważa się Kazimierza Wielkiego
  - lata 20. XV w. – budowa murowanego kościoła
  - 1640 – po pożarze mieszczanie odbudowali kościół, większą od poprzedniej
  - 1722 – po kolejnym pożarze (zniszczony dach, wieża i dzwony) siłami mieszczan i proboszcza ks. Franciszka Rogaczewskiego świątynia została odremontowana
  - 1743 – wizytował parafię Wacław Hieronim Sierakowski, metropolita lwowski
  - 1827, październik – pożar znów zniszczył dach, wieżę i dzwony
  - 17 kwietnia 1886 – pożar całkowicie zniszczył świątynię, również obraz z głównego ołtarza Narodzenie Matki Bożej
  - 1891 – koniec odbudowy kościoła, której dokonał ks. Ludwik Ollender – dobudowano nową zakrystię, poszerzono główną nawę, zbudowano nową wieżę
  - 1894 – kościół poświęcił ks. Jan Puzyna, biskup pomocniczy archidiecezji lwowskiej
  - 1935 – abp Bolesław Twardowski koronował obraz Matki Bożej Stryjskiej z głównego ołtarza i poświęcił dzwony
  - po wojnie kościół był cały czas czynny. Przyjeżdżali do niego wierni m.in. ze Skolego, Truskawca, Drohobycza.
  - 8 września 1995 – świątynia była ogłoszona Sanktuarium Matki Bożej Wspomożycielki Ludzkich Nadziei
  - 26 czerwca 2001 – Jan Paweł II podczas swojej pielgrzymki na Ukrainę we Lwowie poświęcił koronę Matki Bożej Stryjskiej
  - 9 września 2001 – kard. Marian Jaworski koronował obraz Matki Bożej Stryjskiej
- Kościół pw. Marii Magdaleny
  - XVI w. – został zbudowany kościół pw. Marii Magdaleny
  - 1687 – otrzymali ten kościół oo. Franciszkanie, którzy zbudowali przy kościele klasztor
  - 1787 – kasata józefińska, władze austriackie zamykają kościół i klasztor, w okresie późniejszym przekazali go grekokatolikom
  - 1945 – po wydarzeniach pseudosoboru lwowskiego cerkiew greckokatolicką zamknięto, a świątynię wkrótce przekazano Rosyjskiej Cerkwi Prawosławnej
  - 1990 – świątynię ponownie przekazano grekokatolikom
- Kościół pw. św. Józefa (ss. Serafitek)
  - 1897 – siostry serafitki rozpoczynają swoja posługę w Stryju
  - 1907 – Józef Bilczewski, metropolita lwowski dokonał poświęcenia kamienia węgielnego pod budowę kościoła pw. św. Józefa
  - 1910 – ukończenie budowy kościoła
  - 1946 – po wojnie kościół władze zamknęły; najpierw w nim był skład żelazny, później – meblowy
  - 1999 – kościół przekazany Ukraińskiej Prawosławnej Cerkwi Autokefalicznej
- Kaplica Najświętszej Marii Panny (XVII w.)

## Zabytki
- Kościół katolicki pw. Narodzenia Najświętszej Marii Panny z 1891 r. w stylu neogotyckim wg projektu Juliana Zachariewicza (Sanktuarium Matki Bożej Wspomożycielki Ludzkich Nadziei)
  - Kaplica z XVII wieku przylegająca do kościoła
- Kościół św. Marii Magdaleny (obecnie cerkiew greckokatolicka)
- Klasztor franciszkanów z XVII wieku
- Budynek polskiego stowarzyszenia „Sokół”  (obecnie Dom Kultury)
- Kościół serafitek pw. św. Józefa z lat 1910–1912 (dawny kościół „kolejowy” – obecnie cerkiew archistratega Michaiła)
- Wielka Synagoga z 1817 roku
- Kamienica doktora D. Sołtysika z elementami stylu secesyjnego, pocz. XX wieku, róg ul. Szewczenki i Iwana Franko
- były Hotel Imperial przy dworcu kolejowym, pocz. XX wieku
- Cmentarz Polski z kilkuset polskimi nagrobkami, m.in. Michała Puzyny rektora Uniwersytetu Lwowskiego,
- Cmentarz żołnierzy polskich poległych w wojnie polsko-bolszewickiej z około 200 nagrobkami

## Sport
Przed wojną w Stryju działały kluby piłkarskie Pogoń Stryj (cywilno-wojskowy), Stryjanka (kolejowy), RKS (robotniczy) i Skała (ukraiński) oraz Klub Tenisowy;

## Ludzie związani ze Stryjem
- Kazimierz Badeni[19]

- Danuta Baduszkowa (1919–1978) – polska reżyser teatralna, pedagog, twórczyni i wieloletnia dyrektor Teatru Muzycznego w Gdyni, urodzona w Stryju
- Alfons Faściszewski (1901-1944), polski podpułkownik, żołnierz AK, urodzony w Stryju
- Włodzimierz Godłowski (1900–1940) – polski lekarz neurolog i psychiatra, profesor Uniwersytetu Stefana Batorego w Wilnie, urodzony w Stryju, zamordowany przez Rosjan w lesie katyńskim
- Benedykt Halicz (1903–1997) – polski biolog, nauczyciel, profesor Uniwersytetu Łódzkiego, urodzony w Stryju
- Edward Heil (1903–1944) – polski założyciel i drużynowy VI Przemyskiej Drużyny Żeglarskiej im. Jana z Kolna, urodzony w Stryju
- Michele Jamiolkowski (ur. 1932) – włoski inżynier budowlany i geotechnik polskiego pochodzenia, urodzony w Stryju
- Janusz Jurczak (ur. 1941) – światowej sławy polski chemik, profesor, nauczyciel akademicki, urodzony w Stryju
- Bolesław Keim – polski nauczyciel, prezydent miasta Stryj w II RP
- Julia Keilowa – polska projektantka form przemysłowych, urodzona w Stryju
- Jan Kłymko – polski Sprawiedliwy wśród Narodów Świata, urodzony w Stryju
- Jan Kociniak (1937–2007) – polski aktor teatralny i filmowy, urodzony w Stryju
- Józef Koffler (1896–1944) – polski kompozytor, urodzony w Stryju
- Józef Kustroń (1892–1939) – polski dowódca wojskowy, generał brygady Wojska Polskiego II RP, urodzony w Stryju
- Kornel Makuszyński (1884–1953) – polski wybitny prozaik, poeta, felietonista, krytyk teatralny i publicysta, urodzony w Stryju
- Emil Niemiec – polski oficer, uczestnik obrony Polski z września 1939, urodzony w Stryju
- Andrzej Nosowicz (1867–1940) – polski inżynier, minister kolei żelaznych, budowniczy wielu nowych linii kolejowych w Polsce m.in.: Tarnopol-Halicz, Lwów-Podhajce, urodzony w Stryju
- Kazimierz Nowak (1897–1937) – polski podróżnik, w latach 1931–1936 przebył samotnie kontynent afrykański z północy na południe i z powrotem (40 tys. km rowerem, pieszo, konno, na wielbłądzie, czółnem oraz pociągiem), urodzony w Stryju
- Zofia Rudnicka (1907–1981) – polska prawnik i sędzia, działaczka społeczna, członek Rady Pomocy Żydom przy Delegaturze Rządu na Kraj „Żegota”
- Julian Stryjkowski (1905–1996) – polski prozaik, autor opowiadań, dramaturg i dziennikarz, urodzony w Stryju
- Zygmunt Szendzielarz ps. „Łupaszka” (1910–1951) – major kawalerii Wojska Polskiego i Armii Krajowej, żołnierz wyklęty, urodzony w Stryju
- Światosław Szewczuk – (ur. 1970) – arcybiskup większy kijowsko-halicki, urodzony w Stryju
- Stanisław Wasylewski – polski dziennikarz, eseista, krytyk literacki, tłumacz, autor opracowań pamiętników, starszy brat dziennikarza Bolesława Wasylewskiego
- Kazimierz Wierzyński (1894–1969) – polski poeta, prozaik, eseista. Syn Andrzeja Wirstleina-Wierzyńskiego (1853–1944) i Felicji z Dunin-Wąsowiczów (1852–1944)
- Zygmunt Wojciechowski (1900–1955) – polski historyk państwa i prawa, profesor, urodzony w Stryju
- Jadwiga Karolina Żak (1892–1943) – polska siostra zakonna ze Zgromadzenia Najświętszej Rodziny z Nazaretu, błogosławiona Kościoła katolickiego, w latach 1922–1930 nauczycielka i wychowawczyni w Gimnazjum „Nazaretanek” w Stryju

### Sprawiedliwi wśród Narodów Świata(ratujący Żydów w Stryju)
Osoby na polskiej liście Sprawiedliwych
- Bolesław i Zofia Białkowscy – ukrywali w swoim domu siedem osób[20]
- Jan i Stefania Cieśliccy – wzięli na wychowanie 1,5-rocznego Gideona Brennera[21]
- Teresa Halkow – ukrywała w piwnicy Eliezera Hutterera[22]
- Chana Josefberg[23]
- Rozalia Paszkiewicz i jej syn Władysław Paszkiewicz – w jednopokojowym mieszkaniu ukrywali 7 osób z rodzin Nussenblatów i Tigermanów[24][25]
- Mikołaj i Helena Sajowscy oraz Aniela Dembińska (córka Heleny) – wzięli na wychowanie 5-letnią Salę Goldhar[26][27]
- Zofia Skóra[28]
- Władysław i Zofia Strzeleccy – ukrywali w swoim domu 5-osobową rodzinę Lazarów[29]
- Józef i Maria Helena Szulcowie oraz ich syn Leszek Jan Szulc – członkowie AK-owskiego podziemia, ukrywali w swoim gospodarstwie Jonaha i Sarah (Sonię) Friedlerów[30]
- Julia Markus (po mężu Wolfinger) – ukrywała 8-osobową rodzinę Wolfingerów, w tym Józefa, jej późniejszego męża[31]
- Wilhelm i Janina Worobcowie oraz ich córka Henryka Worobiec (po mężu Glińska) – w jednopokojowym mieszkaniu ukrywali Halinę Brand oraz Mariana, Bronisławę i Alinę Berlasiów[32]
- Władysław i Stefania Zarzyccy oraz ich dzieci Jan i Stanisława (po mężu Głuchowska) – w kryjówce pod podłogą ukrywali rodzinę Sternów[33]
- Maria Zborowska[34]

Osoby na ukraińskiej liście Sprawiedliwych
- Jurij Duń – opiekował się rodzinę Fikselów, pomagał Lei Grossman[35][36]
- Iwan Kuzik[37][36]

## Pobliskie miejscowości
- Bolechów
- Chodorów
- Derżów
- Dolina
- Drohobycz
- Kałusz
- Morszyn
- Sambor
- Skole
- Truskawiec
- Żydaczów
- Kochawina miejsce kultu Maryjnego, cudowny obraz MB Kochawińskiej, obecnie w Gliwicach

## Miasta partnerskie
- Leszno
- Zbąszynek
- Nowy Sącz
- Bielce
- Düren
- Daugavpils
- Kiskunhalas
- Gradačac
- Mansfield
- Les Herbiers
- Vegreville
- Zakopane